# Pic Jocelme
Il Pic Jocelme è una montagna sita nel Massiccio des Écrins e alta 3458 m s.l.m..

## Caratteristiche
La montagna si trova lungo la cresta che partendo da Les Bans scende a sud verso il Pic de Bonvoisin.

## Salita alla vetta
La salita, riservata ad alpinisti equipaggiati, è molto facile. Dal rifugio de Chabourneou si accede al ghiacciaio soprastante, che si risale comodamente fino alla cima lungo il suo versante sud.